# Mönchberg
Mönchberg è un comune tedesco di 2 569 abitanti, situato nel land della Baviera.